# Гатха
Гатха — стихотворный размер и жанр буддийской литературы.
Гатхи являются ядром джатак (см.)
Также гатхи являются частью канона на пали, написанной учениками Будды — первыми тхерами — выдающимися монахами.
Эта часть канона называется «Тхерагатха» или «Стихи Старейшин» (написана монахами) и соответствующая ей «Тхеригатха» (написана монахинями).
«Тхерагатха» и «Тхаригатха», раскрывая глубину учения Будды, обладают несомненными художественными достоинствами.
В джатаках (рассказах о прежних жизнях Будды или Бодхисатты) гатха является резюмирующим мораль джатаки стихотворением, вокруг которой и строится сюжет джатаки. Обычно в джатаках гатха приводится в конце повествования, как бы подводится итог рассказа.
Русские переводы джатак неоднократно издавались в России.
В 1974 году фрагменты Тхерагатхи и Тхеригатхи были включены в первый том Библиотеки Всемирной литературы (БВЛ, серия первая, том 1 «Поэзия и проза Древнего Востока». Раздел: «Древнеиндийская литература». М. 1974)